# دانووک
دانووک (به لهستانی:  Danówek) یک روستا در لهستان است که در گمینا گرایوو واقع شده‌است.